# Естонія на зимових Олімпійських іграх 2022
Естонія взяла участь у зимових Олімпійських іграх 2022, що тривали з 4 до 20 лютого в Пекіні (Китай). Збірна Естонії складалася з 26-ти спортсменів.
Мартін Хімма і Келлі Сілдару несли прапор своєї країни на церемонії відкриття. Келлі Сілдару здобула бронзову медаль з фристайлу в слоупстайлі серед жінок, принісши Естонії першу медаль зимових Олімпійських ігор після Ванкувера-2010.

## Медалісти
| Медаль | Ім'я          | Вид спорту | Дисципліна         | Дата      |
| ------ | ------------- | ---------- | ------------------ | --------- |
| Бронза | Келлі Сілдару | Фристайл   | Слоупстайл (жінки) | 15 лютого |

## Спортсмени
Кількість спортсменів, що взяли участь в Іграх, за видами спорту.
| Вид спорту          | Чоловіки | Жінки | Загалом |
| ------------------- | -------- | ----- | ------- |
| Гірськолижний спорт | 1        | 1     | 2       |
| Біатлон             | 4        | 4     | 8       |
| Лижні перегони      | 4        | 5     | 9       |
| Фігурне катання     | 1        | 1     | 2       |
| Фристайл            | 0        | 1     | 1       |
| Лижне двоборство    | 1        | Н/Д   | 1       |
| Стрибки з трампліна | 2        | 0     | 2       |
| Ковзанярський спорт | 1        | 0     | 1       |
| Загалом             | 14       | 12    | 26      |

## Гірськолижний спорт
Від Естонії на ігри кваліфікувалися один гірськолижник і одна гірськолижниця, що відповідали базовому кваліфікаційному критерію.
| Спортсмен        | Дисципліна                    | 1-й спуск | 1-й спуск | 2-й спуск    | 2-й спуск    | Сума         | Сума         |
| Спортсмен        | Дисципліна                    | Час       | Місце     | Час          | Місце        | Час          | Місце        |
| ---------------- | ----------------------------- | --------- | --------- | ------------ | ------------ | ------------ | ------------ |
| Торміс Лайне     | Гігантський слалом (чоловіки) | НФ        | НФ        | Не потрапив  | Не потрапив  | Не потрапив  | Не потрапив  |
| Торміс Лайне     | Слалом (чоловіки)             | НФ        | НФ        | Не потрапив  | Не потрапив  | Не потрапив  | Не потрапив  |
| Каті Вестерштайн | Гігантський слалом (жінки)    | 1:05.39   | 43        | 1:05.05      | 34           | 2:10.44      | 35           |
| Каті Вестерштайн | Слалом (жінки)                | НФ        | НФ        | Не потрапила | Не потрапила | Не потрапила | Не потрапила |

## Біатлон
Від Естонії на Ігри кваліфікувалися чотири біатлоністи і чотири біатлоністки.
Чоловіки
| Спортсмен                                            | Дисципліна              | Час       | Хиби        | Місце |
| ---------------------------------------------------- | ----------------------- | --------- | ----------- | ----- |
| Калев Ермітс                                         | Індивідуальні перегони  | 57:21.3   | 6 (2+2+0+2) | 78    |
| Райдо Рянкель                                        | Індивідуальні перегони  | 56:32.4   | 5 (0+2+1+2) | 73    |
| Крісто Сіймер                                        | Індивідуальні перегони  | 55:32.7   | 3 (0+0+1+2) | 60    |
| Рене Захкна                                          | Індивідуальні перегони  | 56:06.0   | 3 (0+0+1+2) | 68    |
| Райдо Рянкель                                        | Перегони переслідування | 46:23.1   | 6 (1+1+2+2) | 47    |
| Рене Захкна                                          | Перегони переслідування | 46:54.0   | 3 (0+0+2+1) | 50    |
| Калев Ермітс                                         | Спринт                  | 27:46.4   | 4 (2+2)     | 88    |
| Райдо Рянкель                                        | Спринт                  | 26:39.1   | 2 (0+2)     | 51    |
| Крісто Сіймер                                        | Спринт                  | 27:06.6   | 1 (1+0)     | 70    |
| Рене Захкна                                          | Спринт                  | 26:37.9   | 1 (0+1)     | 50    |
| Рене Захкна Крісто Сіймер Калев Ермітс Райдо Рянкель | Естафета                | 1:26:03.6 | 2+12        | 15    |

Жінки
| Спортсменка                                           | Дисципліна              | Час     | Хиби        | Місце |
| ----------------------------------------------------- | ----------------------- | ------- | ----------- | ----- |
| Сузан Кюлм                                            | Індивідуальні перегони  | 54:17.0 | 6 (2+2+1+1) | 82    |
| Реґіна Ойя                                            | Індивідуальні перегони  | 53:53.7 | 7 (4+0+2+1) | 79    |
| Йоханна Таліхярм                                      | Індивідуальні перегони  | 51:59.5 | 3 (0+1+1+1) | 66    |
| Туулі Томінґас                                        | Індивідуальні перегони  | 49:20.3 | 4 (0+1+1+2) | 43    |
| Сузан Кюлм                                            | Перегони переслідування | 40:57.3 | 3 (1+1+1+0) | 45    |
| Реґіна Ойя                                            | Перегони переслідування | 41:14.5 | 5 (3+1+0+1) | 50    |
| Йоханна Таліхярм                                      | Перегони переслідування | НС      | НС          | НС    |
| Туулі Томінґас                                        | Перегони переслідування | 41:12.2 | 7 (0+2+3+2) | 49    |
| Сузан Кюлм                                            | Спринт                  | 23:15.3 | 1 (0+1)     | 44    |
| Реґіна Ойя                                            | Спринт                  | 23:24.4 | 2 (1+1)     | 56    |
| Йоханна Таліхярм                                      | Спринт                  | 23:13.3 | 0 (0+0)     | 43    |
| Туулі Томінґас                                        | Спринт                  | 22:49.2 | 2 (1+1)     | 33    |
| Сузан Кюлм Реґіна Ойя Йоханна Таліхярм Туулі Томінґас | Естафета                | КОЛО    | КОЛО        | 15    |

Змішані
| Спортсмени                                          | Дисципліна | Час       | Хиби | Місце |
| --------------------------------------------------- | ---------- | --------- | ---- | ----- |
| Реґіна Ойя Крісто Сіймер Туулі Томінґас Рене Захкна | Естафета   | 1:11:56.5 | 1+14 | 16    |

## Лижні перегони
Від Естонії на Ігри кваліфікувалися чотири лижники і п'ять лижниць.
Дистанційні перегони
| Спортсмен                                               | Дисципліна                        | Класичний стиль | Класичний стиль | Вільний стиль | Вільний стиль | Фінал     | Фінал       | Фінал |
| Спортсмен                                               | Дисципліна                        | Час             | Місце           | Час           | Місце         | Час       | Відставання | Місце |
| ------------------------------------------------------- | --------------------------------- | --------------- | --------------- | ------------- | ------------- | --------- | ----------- | ----- |
| Алвар Йоганнес Алев                                     | 15 км класичним стилем (чоловіки) | Н/Д             | Н/Д             | Н/Д           | Н/Д           | 41:12.5   | +3:17.7     | 35    |
| Мартін Хімма                                            | 15 км класичним стилем (чоловіки) | Н/Д             | Н/Д             | Н/Д           | Н/Д           | 42:44.4   | +4:49.6     | 56    |
| Хенрі Рос                                               | 15 км класичним стилем (чоловіки) | Н/Д             | Н/Д             | Н/Д           | Н/Д           | 44:17.8   | +6:23.0     | 70    |
| Алвар Йоганнес Алев                                     | 30 км скіатлон (чоловіки)         | 42:08.8         | 36              | 41:08.3       | 38            | 1:23:50.5 | +7:40.7     | 33    |
| Алвар Йоганнес Алев                                     | 50 км вільним стилем (чоловіки)   | Н/Д             | Н/Д             | Н/Д           | Н/Д           | 1:16:28.4 | +4:55.7     | 36    |
| Алвар Йоганнес Алев Мартін Хімма Марко Кільп Хенрі Рос  | Естафета 4×10 км                  | Н/Д             | Н/Д             | Н/Д           | Н/Д           | КОЛО      | КОЛО        | 15    |
| Кайді Каазіку                                           | 10 км класичним стилем (жінки)    | Н/Д             | Н/Д             | Н/Д           | Н/Д           | 33:50.7   | +5:44.4     | 70    |
| Кейді Каазіку                                           | 10 км класичним стилем (жінки)    | Н/Д             | Н/Д             | Н/Д           | Н/Д           | 32:55.4   | +4:49.1     | 60    |
| Авелі Уусталу                                           | 10 км класичним стилем (жінки)    | Н/Д             | Н/Д             | Н/Д           | Н/Д           | 35:46.2   | +7:39.9     | 80    |
| Кайді Каазіку                                           | 15 км скіатлон (жінки)            | 27:02.9         | 55              | 24:32.7       | 51            | 52:12.6   | +7:58.9     | 54    |
| Кейді Каазіку                                           | 15 км скіатлон (жінки)            | 25:40.7         | 47              | 23:23.9       | 26            | 49:40.7   | +5:27.0     | 39    |
| Кайді Каазіку Мерлій Марієл Кейді Каазіку Авелі Уусталу | Естафета 4×5 км (жінки)           | Н/Д             | Н/Д             | Н/Д           | Н/Д           | 1:01:18.9 | +7:37.9     | 16    |

Спринт
Чоловіки
| Спортсмен              | Дисципліна       | Кваліфікація | Кваліфікація | Чвертьфінал | Чвертьфінал | Півфінал    | Півфінал    | Фінал        | Фінал        |
| Спортсмен              | Дисципліна       | Час          | Місце        | Час         | Місце       | Час         | Місце       | Час          | Місце        |
| ---------------------- | ---------------- | ------------ | ------------ | ----------- | ----------- | ----------- | ----------- | ------------ | ------------ |
| Мартін Хімма           | Спринт           | 3:00.07      | 48           | Не потрапив | Не потрапив | Не потрапив | Не потрапив | Не потрапив  | Не потрапив  |
| Марко Кільп            | Спринт           | 2:58.95      | 45           | Не потрапив | Не потрапив | Не потрапив | Не потрапив | Не потрапив  | Не потрапив  |
| Хенрі Рос              | Спринт           | 2:57.15      | 41           | Не потрапив | Не потрапив | Не потрапив | Не потрапив | Не потрапив  | Не потрапив  |
| Мартін Хімма Хенрі Рос | Командний спринт | Н/Д          | Н/Д          | Н/Д         | Н/Д         | 20:24.29    | 5           | Не потрапили | Не потрапили |

Жінки
| Спортсмен                          | Дисципліна       | Кваліфікація | Кваліфікація | Чвертьфінал  | Чвертьфінал  | Півфінал     | Півфінал     | Фінал        | Фінал        |
| Спортсмен                          | Дисципліна       | Час          | Місце        | Час          | Місце        | Час          | Місце        | Час          | Місце        |
| ---------------------------------- | ---------------- | ------------ | ------------ | ------------ | ------------ | ------------ | ------------ | ------------ | ------------ |
| Кайді Каазіку                      | Спринт           | 3:31.54      | 48           | Не потрапила | Не потрапила | Не потрапила | Не потрапила | Не потрапила | Не потрапила |
| Кейді Каазіку                      | Спринт           | 3:36.82      | 62           | Не потрапила | Не потрапила | Не потрапила | Не потрапила | Не потрапила | Не потрапила |
| Марієл Мерлій Пуллес               | Спринт           | 3:27.71      | 41           | Не потрапила | Не потрапила | Не потрапила | Не потрапила | Не потрапила | Не потрапила |
| Авелі Уусталу                      | Спринт           | 3:37.10      | 64           | Не потрапила | Не потрапила | Не потрапила | Не потрапила | Не потрапила | Не потрапила |
| Кейді Каазіку Марієл Мерлій Пуллес | Командний спринт | Н/Д          | Н/Д          | Н/Д          | Н/Д          | 24:47.51     | 9            | Не потрапили | Не потрапили |

## Фігурне катання
На Чемпіонаті світу 2021 року в Стокгольмі Естонія здобула по одній квоті в чоловічому і жіночому одиночному катанні.
Одиночні змагання
| Спортсмен         | Дисципліна | КП    | КП    | ДП          | ДП          | Загалом     | Загалом     |
| Спортсмен         | Дисципліна | Бали  | Місце | Бали        | Місце       | Бали        | Місце       |
| ----------------- | ---------- | ----- | ----- | ----------- | ----------- | ----------- | ----------- |
| Олександр Селевко | Чоловіки   | 65.29 | 28    | Не потрапив | Не потрапив | Не потрапив | Не потрапив |
| Єва-Лотта Кійбус  | Жінки      | 59.55 | 21 Q  | 112.20      | 20          | 171.75      | 21          |

## Фристайл
Від Естонії на Ігри кваліфікувалася Келлі Сілдару і в хафпайпі, і в слоупстайлі/біг-ейрі.
Halfpipe
| Спортсменка   | Дисципліна      | Кваліфікація | Кваліфікація | Кваліфікація | Кваліфікація | Фінал       | Фінал       | Фінал       | Фінал    | Фінал |
| Спортсменка   | Дисципліна      | 1-ша спроба  | 2-га спроба  | Краща        | Місце        | 1-ша спроба | 2-га спроба | 3-тя спроба | Найкраща | Місце |
| ------------- | --------------- | ------------ | ------------ | ------------ | ------------ | ----------- | ----------- | ----------- | -------- | ----- |
| Келлі Сілдару | Хафпайп (жінки) | 87.50        | DNS          | 87.50        | 3 Q          | 80.25       | 87.00       | 85.00       | 87.00    | 4     |

Слоупстайл і біг-ейр
| Спортсмен     | Дисципліна         | Кваліфікація | Кваліфікація | Кваліфікація | Кваліфікація | Кваліфікація | Фінал        | Фінал        | Фінал        | Фінал        | Фінал        |
| Спортсмен     | Дисципліна         | 1-ша спроба  | 2-га спроба  | 3-тя спроба  | Найкраща     | Місце        | 1-ша спроба  | 2-га спроба  | 3-тя спроба  | Найкраща     | Місце        |
| ------------- | ------------------ | ------------ | ------------ | ------------ | ------------ | ------------ | ------------ | ------------ | ------------ | ------------ | ------------ |
| Келлі Сілдару | Слоупстайл (жінки) | 80.96        | 86.15        | Н/Д          | 86.15 Q      | 1            | 82.06        | 46.71        | 78.75        | 82.06        | 3            |
| Келлі Сілдару | Біг-ейр (жінки)    | 40.25        | 85.25        | 28.00        | 125.50       | 17           | Не потрапила | Не потрапила | Не потрапила | Не потрапила | Не потрапила |

## Лижне двоборство
Від Естонії кваліфікувався один спортсмен.
| Спортсмен      | Дисципліна             | Стрибки з трампліна | Стрибки з трампліна | Стрибки з трампліна | Лижні перегони | Лижні перегони | Загалом | Загалом |
| Спортсмен      | Дисципліна             | Відстань            | Бали                | Місце               | Час            | Місце          | Час     | Місце   |
| -------------- | ---------------------- | ------------------- | ------------------- | ------------------- | -------------- | -------------- | ------- | ------- |
| Крістьян Ілвес | Великий трамплін/10 км | 140.0               | 128.7               | 2                   | 27:29.5        | 29             | 28:13.5 | 9       |

## Стрибки з трампліна
Від Естонії на Ігри кваліфікувалися два стрибуни з трампліна.
| Спортсмен     | Дисципліна          | Кваліфікація | Кваліфікація | Кваліфікація | Перший раунд | Перший раунд | Перший раунд | Фінал       | Фінал       | Фінал       | Загалом     | Загалом     |
| Спортсмен     | Дисципліна          | Відстань     | Бали         | Місце        | Відстань     | Бали         | Місце        | Відстань    | Бали        | Місце       | Бали        | Місце       |
| ------------- | ------------------- | ------------ | ------------ | ------------ | ------------ | ------------ | ------------ | ----------- | ----------- | ----------- | ----------- | ----------- |
| Артті Айгро   | Великий трамплін    | 117.0        | 102.0        | 31 Q         | 130.0        | 121.4        | 29           | 127.5       | 117.9       | 28          | 239.3       | 30          |
| Кевін Мальцев | Великий трамплін    | 113.0        | 94.3         | 41 Q         | 126.5        | 113.6        | 37           | Не потрапив | Не потрапив | Не потрапив | Не потрапив | Не потрапив |
| Артті Айгро   | Нормальний трамплін | 86.0         | 80.0         | 33 Q         | 97.0         | 116.7        | 34           | Не потрапив | Не потрапив | Не потрапив | Не потрапив | Не потрапив |
| Кевін Мальцев | Нормальний трамплін | 89.5         | 80.2         | 32 Q         | 96.5         | 112.5        | 40           | Не потрапив | Не потрапив | Не потрапив | Не потрапив | Не потрапив |

## Ковзанярський спорт
Естонський ковзаняр Мартен Лійв кваліфікувався на дистанціях 500 і 1000 метрів.
| Спортсмен   | Дисципліна             | Фінал   | Фінал |
| Спортсмен   | Дисципліна             | Час     | Місце |
| ----------- | ---------------------- | ------- | ----- |
| Мартен Лійв | 500 метрів (чоловіки)  | 35.26   | 24    |
| Мартен Лійв | 1000 метрів (чоловіки) | 1:08.65 | 7     |